# الدولة العقيلية
الدَّولَةُ العُقَيْلِيَّةُ أو الإِمَارَةُ العُقَيْلِيَّةُ أو دَولَةُ بَنِي عُقَيل إمارة إسلاميَّة شيعيَّة تأسّست على يد الأمير العُقيلي أبو الذؤاد مُحمَّد بن المُسيَّب المعروف بِلقب «إقبال الدولة» في مدينة الموصل. ظلَّت قائمةً لأكثر من مئة عام، وبالتحديد من سنة 990 حتى سنة 1096. امتدَّت الدولة حتى شملت الكوفة وبلغت مشارف بغداد. قُدِّر للعُقيليين فتح حلب وإنهاء الدولة المرداسيَّة سنة 1080م ثم فتح حرَّان وإنهاء الدولة النُميريَّة وذلك تحت قيادة الملك مُسلم العُقيليّ المُلقب «شرف الدَّولة»، وقد أخذوا الجزية من بلاد الروم. تمكَّنوا من السَّيطرة على سائر بلاد الشام الشماليَّة وأجزاء من شمال شبه الجزيرة العربيَّة وغرب فارس وجنوب الأناضول.
اشتهر من قادتها: المقلد بن المسيب وحفيده قرواش بن بدران صاحب الموصل ونصيبين ومسلم بن قريش (شرف الدولة) أحد كبار العقيليين أمير حلب والموصل الذي قضى على بني مرداس، وفي عهده بلغت الدولة العقيلية أوج سلطانها. حالف الفاطميين ضد السلاجقة فقتله سُليمان بن قُتلُمُش. خلفه أخوه إبراهيم الذي قضى عليه أمير دمشق السلجوقي تتش بن ألب أرسلان 1033. بعد توطيد مركزه في أنطاكية أخذ سليمان بن قتلمش يعمل على التمدُّد باتجاه المناطق التابعة لِإمارة حلب العُقيليَّة، تمهيدًا لِلاستيلاء على حلب نفسها. انضمَّ إليه وهو في أنطاكية عددٌ من الأُمراء المرداسيين وبعض عساكر شرف الدولة مُسلم بن قرواش العُقيلي أمير حلب الذين شجَّعوه على ضمِّ المدينة المذكورة إلى مُلكه. وكانت سيطرة سُليمان على أنطاكية قد سبَّبت تهديدًا لِوضع شرف الدولة، إذ إنَّ الأوَّل اتخذ من مدينته الجديدة قاعدة انطلاقٍ لِلسيطرة على الحُصُون المُجاورة طوعًا أو كَرهًا، وتوضَّحت نيَّته في ضمِّ حلب، بِدليل أنَّهُ جنَّد جماعةً من بني كلاب وأرسلهم مع عسكره لِلإغارة على حلب وسرمين وبزاعة. سعى شرف الدولة إلى فتح باب الحرب مع سُليمان، فكتب إليه أن يدفع لهُ الجزية التي كان الفَلَادرُوس يحملها له بِصفته تابعًا، ويُخوِّفه في الوقت نفسه من معصية السُلطان، فردَّ سُليمان قائلًا إنَّهُ مُسلم لا جزية عليه، وأنَّ شعاره طاعة السُلطان ملكشاه وأنَّهُ يخطب باسمه على المنابر في بلاده، فما كان من شرف الدولة إلَّا أن أغار على ضاحية أنطاكية ونهبها، فردَّ سُليمان بِمُهاجمة ضاحية حلب. وفي يوم السبت 23 صفر 478هـ المُوافق فيه 20 حُزيران (يونيو) 1085م التحم الطرفان في رحى معركةٍ طاحنةٍ على مقرُبةٍ من نهر عفرين أسفرت عن انتصار سُليمان وأتباعه، وقُتل شرف الدولة، ثُمَّ سار سُليمان إلى ظاهر حلب فضرب الحصار عليها وهو يتوقَّع أن تستسلم له بعد مقتل أميرها، لكنَّ شيئًا من هذا لم يحصل، فبرز أحد أشراف المدينة وهو حسن بن هبة الله الحتيتي، وتسلَّم أُمُور البلد ورفض تسليمها وأصرَّ على المُقاومة، ولمَّا كان يفتقرُ إلى المُقوِّمات الضروريَّة لِلتصدي لِسلاجقة الروم ومُقاومة حصارٍ قد يطول أمده، فقد أرسل إلى السُلطان ملكشاه يُعلمه بِمصرع شرف الدولة، ويدعوه لِلقُدُوم إلى حلب لِيستلمها. استجاب ملكشاه لِطلب الحتيتي وخرج على رأس قُوَّاته بِاتجاه المدينة، لكنَّ تحرُّكه كان بطيئًا ممَّا أعطى الفُرصة لِسُليمان لِتشديد حصاره حول حلب. واضطرَّ الحتيتي تحت ضغط الأحداث إلى مُراسلة تاج الدولة تُتُش أخي ملكشاه وصاحب دمشق يستدعيه ويعده بِتسليم المدينة. وإذ أظهر تُتُش مطامعه وحسده، اغتبط بِاستدعاء الحلبيين له وطمع في مُلك المدينة، فسار حتَّى قابل جيش سُليمان في موضعٍ يُعرف بِعين سليم بين أنطاكية وحلب، ودارت بينهما معركةٌ طاحنة أسفرت عن انكسار سلاجقة الروم ومقتل زعيمهم ومُؤسس دولتهم سُليمان بن قُتلُمُش.

## أصولهم
ينتسب العقيليون الذين كانوا ينتشرون في شمال العراق و سوريا و جنوب تركيا ومنهم مؤسسين الدولة العقيلية الى بنو عبادة بن عقيل بن كعب بن ربيعة بن عامر بن صعصعة بن معاوية بن بكر بن هوازن بن منصور بن عكرمة بن خصفة بن قيس عيلان فهو محمد ابي الدرداء بن المسيب بن رافع بن المقلد الاكبر بن جعفر بن عمرو بن المهيا بن عبدالرحمن بن يزيد بن عبدالله بن زيد بن قيس بن جوثة بن طهفة بن حزن بن عبادة بن عقيل بن كعب
وانتشروا بنو عبادة (العقيليون) في شمال العراق زاخو و الموصل و اربيل و دهوك و تكريت و هيت و شمال سوريا ادلب و الحسكة و حلب و حمص و الرقة و جنوب تركيا نصيبين و مارديين و ديار بكر و اورفا و حران و بطمان و هيكاري.

## قائمة الحكام
- حسام الدولة المقلد بن المسيب - 386هـ- 996م
- معتمد الدولة قرواش بن المقلد - 391هـ- 1001م
- زعيم الدولة أبو كامل بركة بن المقلد - 442هـ- 1050م
- علم الدولة أبو المعالي قريش بن بدران بن المقلد- 443هـ- 1051م
- شرف الدولة أبو المكارم مسلم بن قريش - 453هـ-1061م
- إبراهيم بن قريش - 478هـ- 1085م
- علي بن مسلم بن قريش - 486-489هـ/1093-1096م

## حواشٍ
1. ↑  إمارة وراثيَّة أو إمارة تنافُسيَّة.
2. ↑  أحيانًا يُمدُّ في عمر الدولة ليتضمَّن حُكم الأمراء الُعقيليين الذين لم يزُل مُلكهم مع غزو السَّلاجقة.